# Nechválova Polianka
Nechválova Polianka (em húngaro: Szinnamező) é um município da Eslováquia, situado no distrito de Humenné, na região de Prešov. Tem 12,73 km² de área e sua população em 2018 foi estimada em 70 habitantes.

## Demografia
| Ano:        | 1994 | 2004    | 2014    | 2024    |
| ----------- | ---- | ------- | ------- | ------- |
| Broj ljudi: | 165  | 127     | 83      | 104     |
| Razlika:    |      | -23,03% | -34,64% | +25,30% |

| Ano:               | 2023 | 2024   |
| ------------------ | ---- | ------ |
| Número de pessoas: | 107  | 104    |
| Diferença:         |      | -2,80% |